# Habrobracon agathymi
Habrobracon agathymi är en stekelart som först beskrevs av Muesebeck 1963.  Habrobracon agathymi ingår i släktet Habrobracon och familjen bracksteklar. Inga underarter finns listade i Catalogue of Life.